# Hanzel und Gretyl
Hanzel und Gretyl ist eine US-amerikanische Metal-Band, die 1993 von Kaizer von Loopy und Vas Kallas in New York City gegründet wurde.

## Geschichte
1993 gründeten Kaizer von Loopy und Vas Kallas Hanzel und Gretyl. Kallas hatte vorher unter anderem bei Cycle Sluts from Hell gesungen. Das gemeinsame Projekt benannte sich nach dem bekannten Märchen Hänsel und Gretel, die beiden Mitglieder übernahmen die Rolle der beiden Protagonisten und versetzten die Handlung in die Zukunft. Jede Veröffentlichung sollte eine Facette des Märchens darstellen. Nach der Veröffentlichung ihres Demos Kindermusik (1994) erschien ein Lied auf der Kompilation COP International Chaos. Auf Grund dieses Liedes wurden Energy Records auf die Gruppe aufmerksam und nahmen sie 1995 unter Vertrag.
1995 erschien das erste Album Ausgeflippt (Energy Records). Mit Ginger Bread (Bass) und Pat 5000 (Schlagzeug) wurden zwei Musiker für Livekonzerte engagiert. Die Gruppe trat von 1995 bis 1996 als Supportband für Marilyn Manson auf. 1997 erschien Transmissions from Uranus. Die Band tourte anschließend sowohl als Headliner als auch mit Größen wie Prong, Slipknot, Rammstein und Rob Halfords Fight. 9D Galactic Center erschien im gleichen Jahr auf dem Soundtrack des Films Mortal Kombat 2 – Annihilation. Ein Liveauftritt bei den MTV Video Music Awards 1997 machte die Gruppe einem größeren Publikum bekannt. Trotz dieses fulminanten Starts konnte die Gruppe ihren Erfolg nicht weiter ausbauen, da ihr Label Energy Records seinen Betrieb einstellen musste, die Band aber nicht freigab.
Erst 2002, nachdem Energy Records aufgelöst wurde, war die Gruppe frei und fand mit Metropolis Records ein neues Label. Über Alles erschien 2002, die Livebesetzung bestand nun aus Anna K. (Drain STH) und Jon Osterman (Into Darkness). 2004 erschien Scheissmessiah. Die Gruppe trat darauf im Vorprogramm von Ministry auf und nahm deren Schlagzeuger Mark Barker als neuen Schlagzeuger auf.
2006 erschien die EP Oktötenfest 2006. Die Band tourte als Headliner durch die USA. 2008 erschien das Album 2012: Zwanzig Zwölf. 2010 spielte die Band auf dem M’era Luna Festival.
2012 wurde das Album Born to be Heiled veröffentlicht; 2014 erschien Black Forest Metal. 2017 veröffentlichte Kaizer von Loopy unter seinem Soloprojekt Kyzrwölf das Debütalbum Reichstar, das stilistisch an die Musik von Hanzel und Gretyl anknüpft. 2018 veröffentlichte die Band das Album Satanik Germanik, welches den Stil des Vorgängers fortsetzt.

## Stil
Hanzel und Gretyl vermischten anfangs Elemente aus Industrial Rock mit Breakbeat- und Drum-and-Bass-Rhythmen. Mit dem Album Über alles wurde die Musik deutlich metal-lastiger, die Breakbeats traten zugunsten konventioneller Rockstrukturen und druckvoller Doublebass-Fills in den Hintergrund. Der gegenwärtige Stil lässt sich als eine Mischung aus Alternative Metal, Industrial Metal und Einflüssen der Neuen Deutschen Härte umschreiben. Die Band verwendet häufig Samples, beispielsweise aus politischen Reden, oder Ausschnitte aus Liedern von Kraftwerk (Ich bin über alles).
In ihren Liedtexten nutzen sie oft deutsche Wörter (besonders in Über alles, Scheissmessiah und 2012: Zwanzig Zwölf) und eindeutige Symboliken der deutschen Geschichte. Vor allem in dem Album 2012: Zwanzig Zwölf wurde oft mit „Sieg-Heil“-Samples gearbeitet. Bei ihrer Provokation mit Nazi-Symbolik in Kombination mit ungrammatischen deutschen Texten, z. B. „Ich bin der kraut mit der grossen schnitzel!“ (Textfragment aus dem Lied Fukken Über Death Party vom Album 2012: Zwanzig Zwölf), bewegen sie sich damit zwischen Zynismus und Satire.

## Diskografie

### Studioalben
- 1995: Ausgeflippt
- 1997: Transmissions from Uranus
- 2003: Über alles
- 2004: Scheissmessiah
- 2008: 2012: Zwanzig Zwölf
- 2012: Born to be Heiled
- 2014: Black Forest Metal
- 2018: Satanik Germanik
- 2019: Hexennacht

### Demos, Singles & EPs
- 1994: Kindermusik (Demo)
- 1995: Shine 2001 (MCD/12")
- 1997: Take Me to Your Leader (MCD)
- 2006: Oktötenfest 2006 (EP)